# Distrito Escolar de Central Islip
El Distrito Escolar de Central Islip (Central Islip Union Free School District o Central Islip Public Schools) es un distrito escolar de Long Island, Estado de Nueva York. Tiene su sede en Central Islip. En 2007 el distrito tenía 6.100 estudiantes.

## Historia
En 1997 los votantes aprobaron el presupuesto proyectado, que pedía cinco computadores en cada salón de clases y tecnología contemporánea.

## Escuelas
- Central Islip Senior High School (Central Islip)
- Ralph G. Reed Middle School (Central Islip)
- Charles A. Mulligan Intermediate School (Central Islip)

Elementary schools:
- Cordello Avenue Elementary School (Central Islip)
- Andrew T. Morrow Elementary School (Islandia)
- Marguerite Mulvey Elementary School (Central Islip)
- Francis J. O'Neill Elementary School (Central Islip)

Pre-K:
- Early Childhood Center (Central Islip)

## Leer más
- (en inglés) "Central Islip OKs School Budget (enlace roto disponible en Internet Archive; véase el historial, la primera versión y la última).." Newsday. 26 de octubre de 1989. News (Notícias) p. 30.
- (en inglés) Negron, Edna. "Upset in Central Islip School Race (enlace roto disponible en Internet Archive; véase el historial, la primera versión y la última).." Newsday. 2 de junio de 1989. News (Notícias) p. 25.
- (en inglés) Bridges, Christine Saint James. "Why One Family Left Central Islip (enlace roto disponible en Internet Archive; véase el historial, la primera versión y la última).." Newsday. 7 de septiembre de 1990. Viewpoints (Opinión) p. 80.
- (en inglés) Crichton, Sarah. "C. Islip school district could recover $42M." Newsday. Miércoles 22 de junio de 2011.